# GST Aero Aircompany
GST Aero Aircompany is een Kazachse luchtvaartmaatschappij met haar thuisbasis in Almaty. Sinds maart 2006 staat de maatschappij op de zwarte lijst van de EU en mogen er geen vluchten uitgevoerd worden naar de EU-landen.

## Geschiedenis
GST Aero Aircompany is opgericht in 1999.

## Vloot
De vloot van GST Aero Aircompany bestaat uit:(feb.2007)
- 1 Ilyushin IL-76()
- 1 Ilyushin Il-76T
- 3 Ilyushin IL-76TD
- 1 Yakolev Yak-42D
- 1 Yakolev Yak-40()
- 1 Tupolev TU-134B
- 2 Antonov AN-12BP
- 1 Antonov AN-12V
- 1 Antonov AN-26B